# Emma Stølen Godø
Emma Stølen Godø (31 mei 2000) is een voetbalspeelster uit Noorwegen. Ze speelt als middenvelder voor Juventus FC in de Serie A.

## Clubcarrière
Godø kwam in haar jeugdjaren uit voor Midsund IL. In 2015 verhuisde ze naar Molde FK. Met deze club kwam ze uit in de Noorse tweede divisie. Na vier jaar tekende ze in augustus 2019 een contract bij Lyn in de Toppserien, het hoogste vrouwenvoetbalniveau van Noorwegen. Op november 2021 werd bekend Godø de overstap maakte naar LSK Kvinner.
Na het seizoen 2024 liet Godø haar geboorteland Noorwegen achter zich en tekende ze een contract bij het Italiaanse Juventus FC. Ze debuteerde voor deze club in de halve finale van de Coppa Italia op 6 maart 2025. In deze wedstrijd maakte ze de winnende treffer tegen ACF Fiorentina.

## Statistieken
| Seizoen | Club           | Land      | Competitie | Wedstrijden | Doelpunten |
| ------- | -------------- | --------- | ---------- | ----------- | ---------- |
| 2019    | Lyn            | Noorwegen | Toppserien | 8           | 0          |
| 2020    | Lyn            | Noorwegen | Toppserien | 18          | 4          |
| 2021    | Lyn            | Noorwegen | Toppserien | 18          | 1          |
| 2022    | LSK Kvinner FK | Noorwegen | Toppserien | 16          | 6          |
| 2023    | LSK Kvinner FK | Noorwegen | Toppserien | 24          | 8          |
| 2024    | Vålerenga      | Noorwegen | Toppserien | 18          | 5          |
| 2024/25 | Juventus FC    | Italië    | Serie A    | 5           | 2          |
| Totaal  | Totaal         | Totaal    | Totaal     | 108         | 26         |

Laatste update: 13 april 2025

## Interlandcarrière
Godø komt als jeugdinternational uit voor Noorwegen. In oktober 2022 werd ze daarnaast voor het eerst opgeroepen voor het Noorwegen. Godø maakte haar debuut op 15 februari 2023 in een wedstrijd tegen Uruguay door in de 66ste minuut in te vallen voor Frida Maanum.
Op 19 juni 2023 werd bekend dat Godø geen onderdeel uitmaakte van de Noorse selectie voor op het WK 2023, maar ze wel als reservespeelster mee reisde met de selectie naar het eindtoernooi dat plaatsvond in Australië en Nieuw-Zeeland.